# EarthBound 64
Earthbound 64, conocido en Japón como ＭＯＴＨＥＲ３：豚王の秋 (Mother 3: La Caída del Rey Cerdo), y normalmente referido como EarthBound 2, es un videojuego de RPG que en última instancia fue cancelado. Estaba en desarrollo por Ape Inc y HAL Laboratory para ser distribuido por Nintendo en Nintendo 64DD. 
Más tarde, el proyecto fue transferido para Nintendo 64 tras probar que la Nintendo 64DD no gozó de éxito. Ha tenido varios subtítulos, incluyendo "森のキマイラ" ("Bosque de las Quimeras") y el anteriormente citado "La Caída del Rey Cerdo". Era llamado a ser la tercera entrega en la saga EarthBound, precedido por EarthBound de Super Nintendo. Los desarrolladores contaron para esta ocasión con Shigesato Itoi, creador de la serie, y Benimaru Itoh. La idea original era lanzar este juego conjuntamente con el estreno de Nintendo 64DD. Debido a la falta de experiencia por parte del equipo de desarrollo en crear juegos en tres dimensiones, el juego fue sometido a continuos retrasos para finalmente ser cancelado.
El argumento de EarthBound 64 empieza con 10 personajes a través de doce capítulos, incluyendo a Lucas, un joven; Claus, su hermano gemelo; Flint, el padre de los gemelos; Boney, el perro de Flint; Duster, un ladrón; Kumatora, una princesa; y Salsa, el mono. Las identidades de los otros tres personajes permanecen desconocidas. Los antagonistas son un ejército llamado Pigmask Army (Ejército de los Cerdos Enmascarados), que tiene como objetivo someter al mundo a base de la creación de Quimeras, criaturas compuestas a partir de distintos animales o incluso de fusiones entre animal y máquina.
Con el tiempo, el proyecto resucitó en este caso para Game Boy Advance, con el nombre de Mother 3 bajo la supervisión de Itoi, que también escribió su ambientación, si bien fue desarrollado por Brownie Brown, Hal Laboratory y Nintendo SPD Production Group 3. Su desarrollo fue anunciando al final de un anuncio televisivo de Mother 1+2. Años más tarde, se hizo saber que el juego tendría un modo de juego en dos dimensiones en contraposición con lo planeado para EarthBound 64. Se publicó el 20 de abril de 2006, exclusivamente para Japón, seis años después de ser cancelado para Nintendo 64.

## Modo de juego
Earthbound 64 usa una mecánica similar a los otros juegos de la serie EarthBound a la hora de la batalla. Antes de entrar en batalla, el jugador debe acercarse con un enemigo en el mapa. En batalla, las luchas se producen en primera persona, y van a turnos. El desarrollador artístico Benimaru Itoh remarcó en el E3 del año 1997 que el juego probablemente utilizase el Rumble Pak en las secuencias de lucha, pero estaba preocupado que el manejo del mando se volviera desagradable, especialmente teniendo en cuenta el sistema de tiempo limitado en las batallas de RPG. Los desarrolladores postularon que para pasarse el juego serían necesarias entre 40 y 60 horas en el caso de jugadores expertos y más para aquellos que no lo fueran.
Uno de los objetivos de EarthBound 64 era conseguir hacer una experiencia única para el usuario de tal forma que la experiencia de juego fuese única para cada jugador que lo comprase. Por ejemplo, para llegar a lo alto de una colina un jugador podría plantar semillas y esperar a que creciera un árbol para subirse a él y llegar, mientras que otro continuaría buscando las paredes de la colina para encontrar un camino alternativo.
- Datos: Q5327017